# Olszany (gmina)
Olszany – dawna gmina wiejska istniejąca w latach 1934–1944 w woj. lwowskim (dzisiejsze woj. podkarpackie/obwód lwowski). Siedzibą władz gminy były Olszany.
Gmina zbiorowa Olszany została utworzona 1 sierpnia 1934 roku w powiecie przemyskim w woj. lwowskim z dotychczasowych jednostkowych gmin wiejskich: Brylińce, Chołowice, Cisowa, Krasice, Krzeczkowa, Mielnów, Olszany i Rokszyce.
Jednostka funkcjonowała jeszcze pod okupacją hitlerowską 1941–44, lecz po wojnie gminy Olszany nie odtworzono, mimo że jej całość znalazła się w granicach Polski, a jej dawny obszar wszedł w skład utworzonej w 1944 roku gminy Krasiczyn.